# Lanxi Daolong
Lanxi Daolong (chiń. 蘭溪道隆, pinyin Lánxī/qī Dàolóng także jako Lanqi Daolong; kor. 란계도륭 Langye Toryung; jap. Rankei Dōryu, także Dōryu Daikaku; wiet. Lan Khê Ðạo Long; ur. 1213, zm. 24 lipca 1278) – chiński mistrz chan ze szkoły linji, propagator zenu w Kamakurze.

## Życiorys
Urodził się w Lanxi, Fujian (obecny Mianyang) w prowincji Syczuan. W 1226 r. wieku 13 lat został nowicjuszem w klasztorze Daci (chiń. 大慈寺) w Chengdu. Później rozpoczął wędrówkę po klasztorach chan, odwiedzając różnych mistrzów chan (m.in. Wuzhuna Shifana) w klasztorze Wanshou (chiń. 万寿寺) w prowincji Zhejiang oraz m.in. Chijue Daochonga i Beijiana Jujiana. Nie został jednak stałym uczniem żadnego z nich.
Udał się podróż przez takie prowincje jak Hunan, Hubei i Jiangxi. W końcu w Yangshan (w Wuxi w Jiangsu) natrafił na odpowiedniego nauczyciela i został uczniem mistrza Wuminga Huixina w klasztorze Cuiwei. Praktykował u niego gong’any.
Około 34 roku życia osiągnął oświecenie i zaproszony przez japońskich mnichów popłynął w 1246 r. do Japonii. Najpierw udał się do Hakaty na wyspie Kiusiu, a po roku – do Kioto. Jednak jeszcze w 1247 r. został zaproszony do Kamakury przez regenta, którym był siogun Hōjō Tokiyori, ówczesny wojskowy (zobacz: bakufu) władca Japonii i gorący zwolennik zen.
Tokiyori najpierw wybudował mistrzowi Jōraku-ji, a później Kenchō-ji (1253 r.) – wielki klasztor, którego został pierwszym opatem. Był także aktywnym nauczycielem w Kennin-ji w Kioto, gdzie nauczał cesarza Go-Saga (po abdykacji).
Lanxi był niezwykle poważany przez Japończyków i nawet taki fanatyczny wróg innych buddyjskich tradycji jak Nichiren mówił W Kamakurze ludzie wszelkiego autoramentu czczą go jak prawdziwego Buddę.
Nigdy nie nauczył się dobrze mówić po japońsku, ale to nie przeszkadzało mu w nauczaniu.
Jego najbardziej znanymi uczniami zostali Gio i Chōkei. Chokei został później czwartym z kolei nauczycielem w Engaku-ji.
Lanxi zmarł 24 lipca 1278 r. w klasztorze Kenchō i otrzymał pośmiertnie honorowy tytuł Daikaku Zenji.
Jego dziełem jest krótka praca o zen zwana Zuochanlun (坐禅論; chin. [Traktat] O medytacji), która natychmiast została przetłumaczona na język japoński jako Zazenron, oraz Daikaku Zenji goroku (大覺禅師語録).

## Linia przekazu Dharmy zen
Pierwsza liczba oznacza liczbę pokoleń mistrzów od 1 Patriarchy indyjskiego Mahakaśjapy.
Druga liczba oznacza liczbę pokoleń od 28/1 Bodhidharmy, 28 Patriarchy Indii i 1 Patriarchy Chin.
Trzecia liczba oznacza początek nowej linii przekazu w danym kraju.
- 48/21. Yuanwu Keqin (1063–1135)
  - 49/22. Dahui Zonggao (1080–1163)
    - 50/23. Zhuo’an Deguang (także Fozhao) (1121–1203)
      - 51/24. Wuji Liaopai (1149–1224)
      - 51/24. Mi’an Xianjie (Xijie) (1118–1186)
        - 52/25. Songyuan Chongyue (1139–1209)
          - 53/26. Wuming Huixing (1160–1237)
            - 54/27/1. Lanxi Daolong (1213–1278) Japonia. Szkoła rinzai. Opat Kenchō-ji
              - 55/28/2. Yakuō Tokken (1244–1320)
                - 56/29.3. Jakushitsu Genkō (1290–1367)
                  - 57/30/4, Miten Eishaku

              - 55/28/2. Gio (bd)
              - 55/28/2. Chōkei (bd)
              - 55/28/2. Muin Emban (1230–1307)
              - 55/28/2. Mukyū Tokusen (bd)
              - 55/28/2. Chidon Kūshō (bd)
              - 55/28/2. Tōkei Tokugo (bd)